# Redukcja misyjna

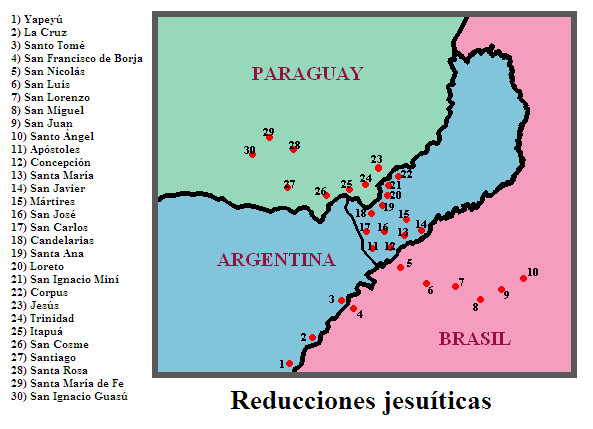
Główne redukcje jezuickie

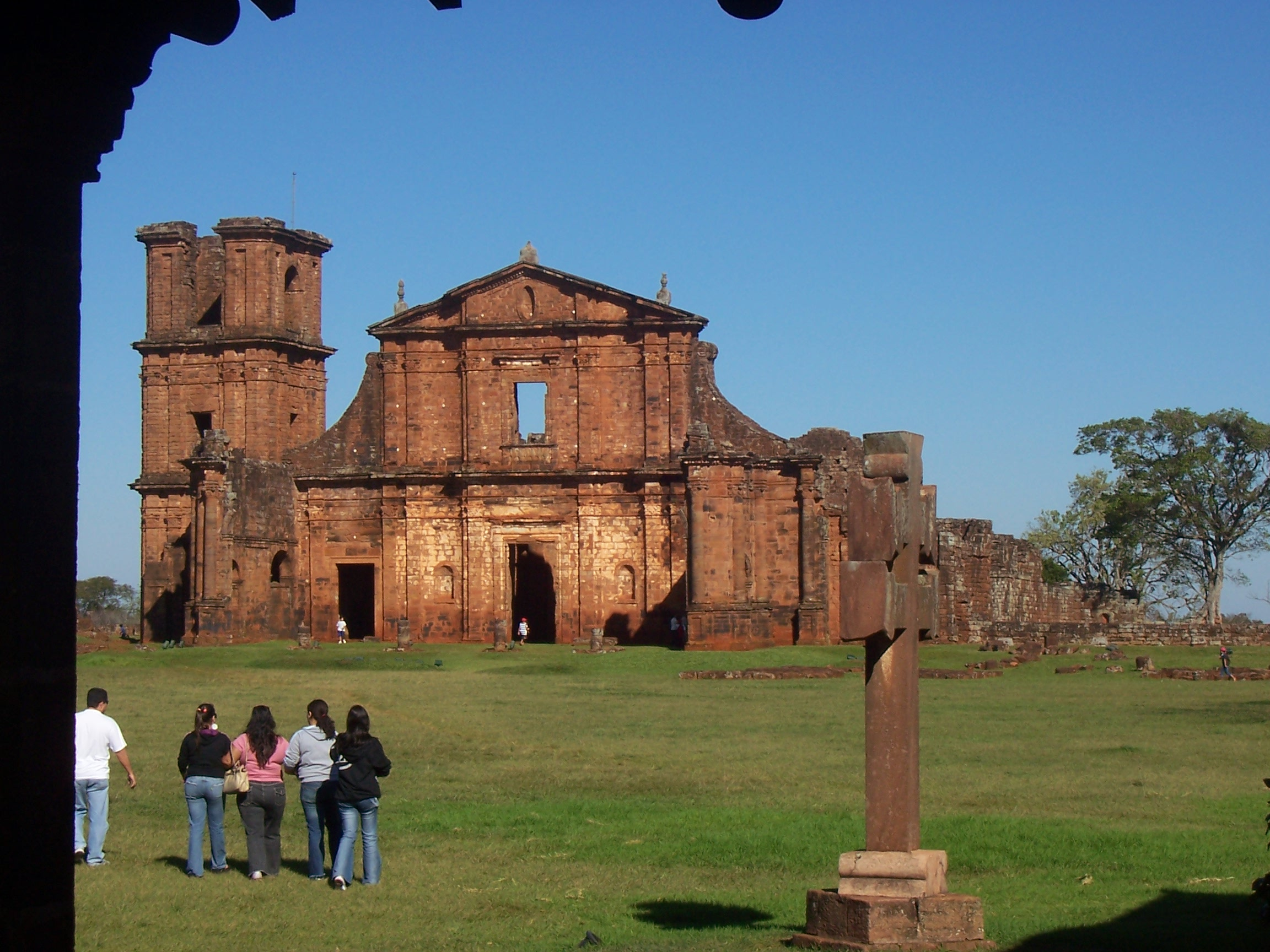
Ruiny redukcji São Miguel das Missões w Brazylii

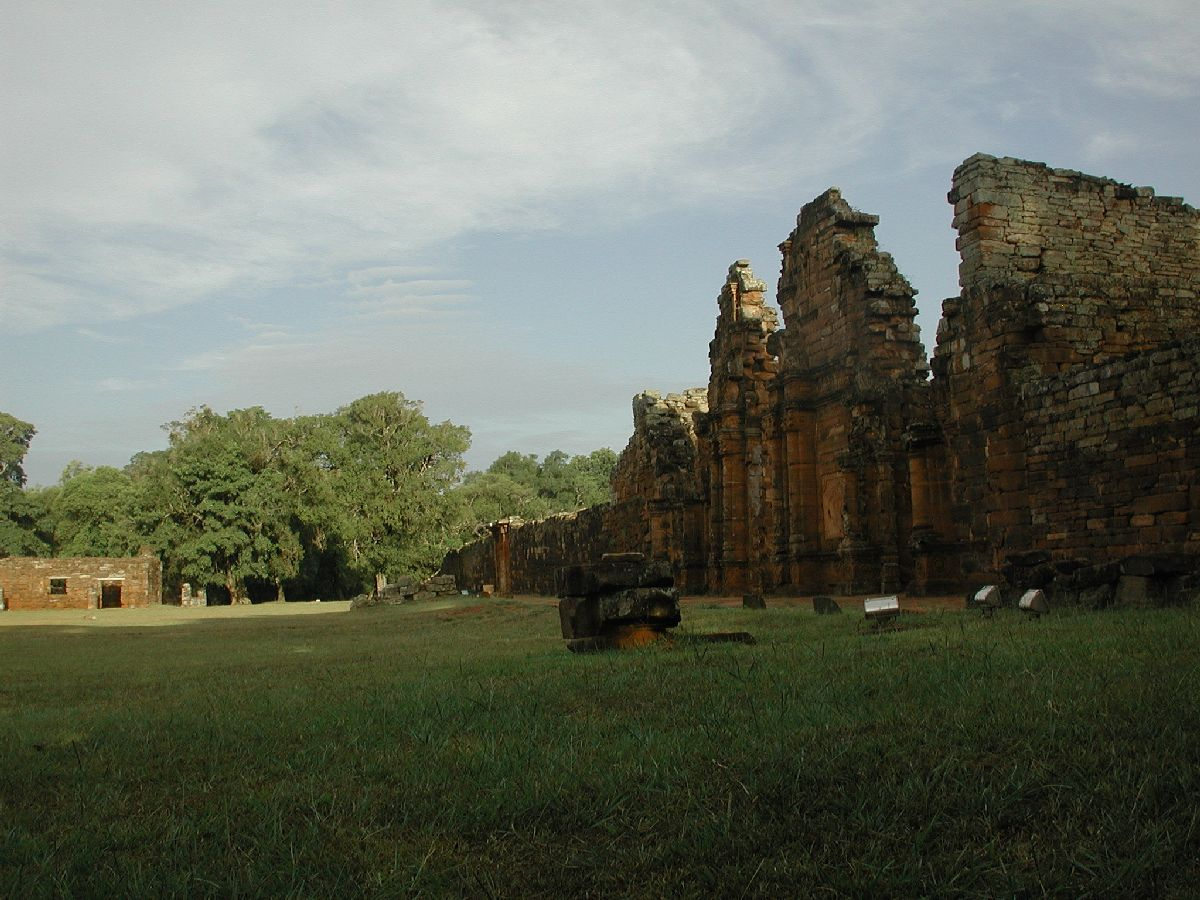
Ruiny redukcji San Ignacio Mini w Argentynie

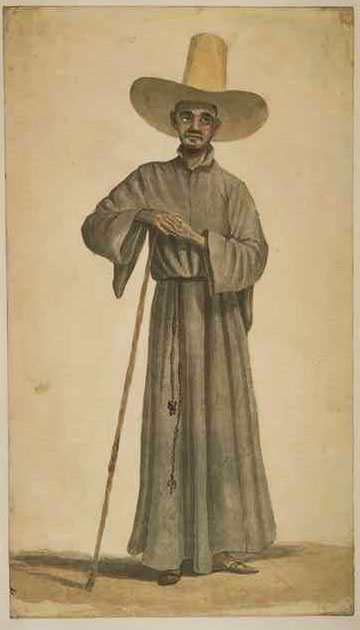
Wizerunek XVIII-wiecznego jezuity brazylijskiego.

Redukcje (hiszp. reducción, port. reduçao) – rodzaj zamkniętych gospodarstw rządzonych przez zakon jezuitów, skupiających do 8 tysięcy Indian. Redukcje istniały w koloniach hiszpańskich i portugalskich w Ameryce Południowej, a każda z nich stanowiła samowystarczalną jednostkę ekonomiczną.

## Sposób działania
Celem redukcji prowadzonych przez jezuitów było szerzenie chrześcijaństwa wśród Indian, likwidacja nomadyzmu oraz ochrona przed niewolnictwem bądź pracą w pańszczyźnianym systemie encomienda. Ekonomiczna pozycja jezuitów (np. w 1635 roku uzyskali pełną władzę świecką i duchowną w stanie Maranhão) oraz ich sprzeciw w sprawie handlu niewolnikami indiańskimi, doprowadził do zatargów z kolonistami. Konsekwencją zatargów były napaści na redukcje w czasie których niszczono zabudowania i uprawy oraz porywano Indian. W Brazylii jezuici zostali wygnani z kilku stanów a w 1864 roku ograniczono ich władzę tylko do terenów misji.
Indianie w redukcjach musieli przestrzegać ścisłego reżimu narzuconego przez zakonników. Nieposłuszeństwo karane było chłostą lub więzieniem. Dobrze wykonaną pracę nagradzano muzyką i tańcami. Mieszkańcy redukcji zobowiązani byli do uprawy zbóż, manioku, bawełny, kakao, tytoniu i herbaty. Produkty z redukcji w koloniach portugalskich (w workach oznaczonych znakiem krzyża) transportowano do Lizbony.
Siedziby Indian w redukcji skupione były wokół centralnego placu na którym znajdował się krzyż, kościół, szkoła, dom kobiet, ogród oraz cmentarz. Dzieci chodziły do szkoły a kobiety i mężczyźni do pracy. Kobiety szyły, tkały i pomagały mężczyznom w pracach polowych. Mężczyźni paśli trzodę, polowali, łowili, pracowali na polu. Własność prywatna w redukcjach nie istniała, wszystkie przedmioty (nawet codziennego użytku) były własnością bożą.

## Rozkład geograficzny
Najbardziej znanymi redukcjami były te prowadzone przez jezuickich misjonarzy w Paragwaju (pomiędzy rzekami Parana i Urugwaj), Ekwadorze, Peru, Boliwii (prowincje Moxos i Chiquitos). W Brazylii osady takie istniały w regionie São Paulo. Ocenia się, że jezuici nawrócili ok. 700 tys. Indian w latach 1610–1767, ok. 150 tys. z nich zamieszkało w 30 redukcjach.
Największe z nich, tzw. redukcje paragwajskie, zamieszkiwane były z reguły przez Indian Guarani. Redukcje stanowiły wspólnoty wzorowane na wspólnotach pierwszych chrześcijan. Władzę sprawowali w nich jezuici, niższe stanowiska obsadzane były przez Guaranów. Mając charakter państewek quasikościelnych, redukcje formalnie zależne były od wicekróla Peru. Zasadą była wspólnota własności, brak było własności prywatnej. Wszyscy mieszkańcy, co na tamte czasy było wyjątkiem, byli odziani, zdrowi, mieszkali w domach, nie głodowali. Wart odnotowania jest też fakt całkowitego braku analfabetyzmu w misjach, w których mieszkali Guarani. Redukcje zostały zlikwidowane w wyniku politycznych i wojskowych działań Hiszpanii i Portugalii, po wypędzeniu jezuitów z tych państw w połowie XVIII wieku (1759 – z Portugalii i 1767 – z Hiszpanii), niejednokrotnie przy użyciu siły.

## W kulturze popularnej
Temat redukcji przedstawił Fritz Höchwalder w sztuce Święty eksperyment (Das Heilige Experiment, 1943, przekład polski Jacek Fruhling, ekranizacja polska Teatru Telewizji w reżyserii Andrzeja Chrzanowskiego, 1983).
Likwidacja redukcji paragwajskich została ukazana w filmie fabularnym Misja.